# Вилета Бареа
Вилета Бареа (итал. Villetta Barrea) је насеље у Италији у округу Л'Аквила, региону Абруцо.
Према процени из 2011. у насељу је живело 652 становника. Насеље се налази на надморској висини од 987 м.

## Становништво
| 1931. | 1936. | 1951. | 1961. | 1971. | 1981. | 1991. | 2001. | 2011. |
| ----- | ----- | ----- | ----- | ----- | ----- | ----- | ----- | ----- |
| 1.181 | 1.093 | 1.072 | 920   | 711   | 622   | 623   | 595   | 652   |

## Партнерски градови
- Хамилтон